# Daisuke Matsuzaka
Daisuke Matsuzaka (松坂 大輔 Matsuzaka, Daisuke nació 13 de septiembre de 1980) es un lanzador japonés de béisbol profesional con los Boston Red Sox de la Liga Mayor de Béisbol en los Estados Unidos. Anteriormente jugó para los Leones de Seibu en la Liga del Pacífico de Japón. Fue seleccionado el Jugador Más Valioso de la toma de posesión y el segundo Clásico Mundial de Béisbol, y es un medallista de bronce olímpica.
Fue un gran pitcher cuando estudiaba en el Instituto Yokohama. Cuando se graduó, se unió a los Leones de Seibú. En su primera temporada llegó a ser el novato del año, así como la estrella de su equipo.
Actualmente, firmado por los Boston Red Sox, se encuentra jugando en las grandes ligas. Porta el número 18.
El 11 de abril de 2007 debutó en Fenway Park contra los Seattle Mariners, perdiendo el partido y dejando su marca 1-1.
El 14 de mayo de 2007 Matsuzaka gana su primer juego completo en la MLB, enfrentándose contra Detroit; la pizarra final marcó Detroit 1 Boston 7, en un juego en que el japonés aceptó solo 6 hits.
El 21 de octubre lanzó seis entradas en el séptimo juego de playoffs de la liga americana, y los Red Sox ganaron. Tuvo 8 ponches y solo 2 carreras.